# Florian Brunner (Handballspieler)
Florian Brunner (* 22. Dezember 1990 in Krems an der Donau) ist ein ehemaliger österreichischer Handballspieler.

## Karriere
Der 1,79 Meter große und 73 Kilogramm schwere Außenspieler läuft seit 2009 für den UHK Krems in der Handball Liga Austria und dessen U20-Bewerb auf. Er spielt gleichzeitig auch für die Landesligamannschaft SG Langenlois/Krems. In seiner Jugend war er unter anderem für seine Schule das BRG Krems Ringstraße aktiv. Außerdem war er Teil der Jugendauswahl des Niederösterreichischen Handballbundes und nahm mit dieser an nationalen Turnieren teil. 2015 beendete der Niederösterreicher seine Karriere.

## Sonstiges
Bei einem Lauftraining mit Stefan Hanko bewahrte er eine Frau davor sich von der Mauterner Brücke in die Donau zu stürzen und erhielten für sein couragiertes Verhalten eine Dankesurkunde von Inge Rinke.

## HLA-Bilanz
| Saison    | Verein    | Spielklasse | Tore | 7-Meter | Feldtore |
| --------- | --------- | ----------- | ---- | ------- | -------- |
| 2009/10   | UHK Krems | HLA         | 1    | 0/0     | 1        |
| 2010/11   | UHK Krems | HLA         | 1    | 0/0     | 1        |
| 2011/12   | UHK Krems | HLA         | 8    | 0/0     | 8        |
| 2012/13   | UHK Krems | HLA         | 6    | 0/0     | 6        |
| 2013/14   | UHK Krems | HLA         | 4    | 0/0     | 4        |
| 2014/15   | UHK Krems | HLA         | 22   | 0/0     | 22       |
| 2008–2015 | gesamt    | HLA         | 42   | 0       | 42       |

## Erfolge
- 1× Österreichischer Pokalsieger (mit dem UHK Krems)